# Jovana Stevanović
Jovana Stevanović (Belgrado, 30 giugno 1992) è una pallavolista serba, centrale dell'Olympiakos.

## Biografia
Suo padre è l'allenatore ed ex calciatore Goran Stevanović.

## Carriera

### Club
La carriera professionistica di Jovana Stevanović inizia nella stagione 2008-09 quando entra a far parte dello Stella Rossa di Belgrado, in Superliga, club nel quale milita per cinque stagioni, aggiudicandosi quattro scudetti e quattro Coppa di Serbia consecutive.
Nella stagione 2013-14 viene ingaggiata dal Casalmaggiore, nella Serie A1 italiana, dove resta per quattro annate, vincendo lo scudetto 2014-15, la Supercoppa italiana 2015 e la Champions League 2015-16.
Per il campionato 2018-19 veste la maglia della Savino Del Bene, squadra in cui milita per due stagioni, mentre per il campionato 2020-21 viene ingaggiata dalla UYBA di Busto Arsizio, dove resta un altro biennio, per poi firmare per la Pro Victoria per la stagione 2022-23, sempre nella massima divisione italiana.
Dopo un decennio nella massima divisione italiana, nel campionato 2023-24 approda nella Sultanlar Ligi turca, dove indossa la casacca dell'Eczacıbaşı, con il quale, nel corso di un biennio, ottiene la vittoria di un campionato mondiale per club, venendo premiata come miglior centrale della competizione. Nella stagione 2025-26 si trasferisce in Grecia per indossare la casacca dell'Olympiakos, in Volley League.

### Nazionale
Viene convocata dalle diverse nazionali giovanili serbe, con cui vince, nel 2009, la medaglia d'argento sia al campionato europeo che a quello mondiale under 18 e l'anno seguente un'altra medaglia d'argento al campionato europeo under 19.
Nel 2011 ottiene le prime convocazioni nella nazionale maggiore, con la quale nel 2015 si aggiudica la medaglia di bronzo ai I Giochi europei e al campionato europeo e quella d'argento alla Coppa del Mondo.  Nel 2016 vince la medaglia d'argento ai Giochi della XXXI Olimpiade, nel 2017, la medaglia di bronzo al World Grand Prix e quella d'oro al campionato europeo e, nel 2018, quella d'oro al campionato mondiale.
Nel 2022 giunge terza alla Volleyball Nations League, venendo premiata come miglior centrale, e vince l'oro al campionato mondiale; un anno dopo, invece, mette al collo l'argento al campionato europeo.

## Palmarès

### Club
- Campionato serbo: 4

2009-10, 2010-11, 2011-12, 2012-13
- Campionato italiano: 1

2014-15
- Coppa di Serbia: 4

2009-10, 2010-11, 2011-12, 2012-13
- Supercoppa italiana: 1

2015
- Campionato mondiale per club: 1

2023
- CEV Champions League: 1

2015-16

### Nazionale (competizioni minori)
- Campionato europeo under 18 2009
- Campionato mondiale under 18 2009
- Campionato europeo under 19 2010
- Giochi europei 2015

### Premi individuali
- 2016 - Champions League: Miglior centrale
- 2022 - Volleyball Nations League: Miglior centrale
- 2023 - Campionato mondiale per club: Miglior centrale
- 2023 - OSS: Pallavolista serba dell'anno[11]